# Chris Williams
Christopher James Williams, född 2 november 1967 i Tarrytown, New York, är en amerikansk skådespelare. Williams har främst medverkat i olika TV-serier, men även gjort roller i TV-spel och ett antal filmroller.
Williams är yngre bror till skådespelaren Vanessa L. Williams.

## Filmografi
- 1994 – Blankman
- 2002 – Friday After Next
- 2004 – Dodgeball: A True Underdog Story
- 2005 – The World's Fastest Indian
- 2006 – Scary Movie 4
- 2009 – Still Waiting